# Ивановка (Волновахский район)
Ива́новка (укр. Іванівка) — село на Украине, находится в Волновахском районе Донецкой области.
Код КОАТУУ — 1421582801. Население по переписи 2001 года составляет 1 052 человека. Почтовый индекс — 85700. Телефонный код — 6244.

## Известные уроженцы
- Михаил Иванович Бакланов (бел. Міхаіл Іванавіч Бакланаў; 30 января (12 февраля) 1914, село Ивановка (ныне Волновахского района Донецкой области Украины) — 23 января 1990, Минск) — белорусский советский архитектор. Заслуженный архитектор Белорусской ССР (1969).

## Адрес местного совета
85763, Донецкая область, Волновахский р-н, с. Ивановка, ул.40 лет Победы, 48, 9-12-31